# سيف طويل
السيف الطويل (بالإنغليزية: Longsword) هو نوع من السيف الأوروبي يتميز بامتلاكه لمقبض صليبي مع قبضة للاستخدام باليدين كليهما في المقام الأول (حوالي 15 إلى 30 سـم أو 6 إلى 12 بوصة ) ، شفرة مستقيمة ذات حدين يتراوح حجمها بين 80 إلى 110 سـم (31 إلى 43 بوصة) ، ويزن حوالي 1 إلى 1.5 كـغ (2 رطل 3 أونصة إلى 3 رطل 5 أونصة) .  
نوع "السيف الطويل" متصل بنائيا مع سيف الفارس في العصور الوسطى وعصر عصر النهضة المعروف بـ Zweihänder . كان سائدًا خلال أواخر العصور الوسطى وعصر النهضة (حوالي 1350 إلى 1550) ، مع الاستخدام المبكر والمتأخر الذي وصل إلى القرنين الثاني عشر والسابع عشر.

## الأسماء

### الإنغليزية
يحتوي السيف الطويل على العديد من الأسماء في اللغة الإنغليزية، والتي ، بصرف النظر عن التهجئات المختلفة، تشمل مصطلحات مثل " سيف الوغد" و "سيف اليد والنصف". من بين هؤلاء ، "السيف الوغد" هو الأقدم ، حيث يتزامن استخدامه مع ذروة السلاح.
الفرنسية épée bâtarde "السيف الوغد" من الإنجليزية في القرن الخامس عشر أو السادس عشر ، في الأصل بالمعنى العام "للسيف غير المنتظم ، السيف ذي المنشأ غير المؤكد"، ولكن بحلول منتصف القرن السادس عشر يمكن أن يشير إلى السيوف الكبيرة بشكل استثنائي.  أدرجت مسابقة "أساتذة الدفاع" التي نظمها هنري الثامن في يوليو 1540 سيف ثنائي اليد وسيف وغد .  من غير المؤكد ما إذا كان لا يزال من الممكن استخدام المصطلح نفسه لأنواع أخرى من السيوف الأصغر، ولكن الاستخدام الأثري في القرن التاسع عشر أثبت استخدام "السيف الوغد" كإشارة لا لبس فيها إلى هذه السيوف الكبيرة. 
مصطلح "سيف يد ونصف" حديث نسبيًا (من أواخر القرن التاسع عشر) ؛  تم إعطاء هذا الاسم لأن ميزان السيف جعله قابلاً للاستخدام في يد واحدة بالإضافة إلى يدين اثنتين. خلال النصف الأول من القرن العشرين ، تم استخدام مصطلح "السيف الوغد" بانتظام للإشارة إلى هذا النوع من السيف، بينما يشير مصطلح "سيف طويل، إذا تم استُخدم على الإطلاق، إلى سيف المِغوَل (في سياق عصر النهضة أو السياق الحديث المبكر). 
ظهر الاستخدام المعاصر لـ "Long-sword" أو "longsword" في العقد الأول من القرن الحادي والعشرين في سياق إعادة بناء المدرسة الألمانية للمبارزة، وترجمة الألمانية langes schwert .   قبل ذلك، كان مصطلح "السيف الطويل" يشير فقط إلى أي سيف ذي نصل طويل؛ إن مصطلح "طويل" مجرد صفة وليس تصنيفًا.

### لغات اخرى
تضمنت المصطلحات التاريخية (من القرن الخامس عشر إلى القرن السادس عشر) لهذا النوع من السيوف البرتغالية espada-de-armas ، estoque أو espada de duas mãos للنسخة ذات المقبض الأطول المستخدمة حصريًا بكلتا اليدين ؛ espadón الاسباني montante ، أو mandoble ، spada longa (lunga) الإيطالية (lunga) أو spada due mani (Bolognese) ، passot الفرنسي الأوسط . الغيلية الأسكتلندية claidheamh mòr يعني "السيف العظيم" ؛ إنجيليكون مثل كلايمور ، جاء للإشارة إلى نوع اسكتلندي كبير من السيف الطويل مع واقي متقاطع على شكل حرف V. تتداخل المصطلحات التاريخية مع المصطلحات المطبقة على سيف Zweihänder في القرن السادس عشر: espadon الفرنسي ، اسباني espadón أو البرتغالية montante يمكن أيضًا استخدامها بشكل أكثر تحديدًا للإشارة إلى هذه السيوف الكبيرة. الفرنسية épée de passot قد يشير أيضًا إلى سيف من العصور الوسطى تم تحسينه للهجوم.
الألمانية langes schwert ("السيف الطويل") في كتيبات القرنين الخامس عشر والسادس عشر لا يشير إلى نوع من الأسلحة ، ولكن أسلوب المبارزة بكلتا يديه في المقبض ، على النقيض من kurzes schwert ("السيف القصير") يستخدم للمبارزة بنفس السلاح ، ولكن بيد واحدة تمسك بالنصل (المعروف أيضًا باسم نصف السيف ).  

## التطور
لا يتميز السيف الطويل بشفرة أطول ، ولكن بمقبض أطول ، مما يشير إلى سلاح مصمم للاستخدام باليدين. تم العثور على السيوف ذات الأعمدة الطويلة بشكل استثنائي في جميع أنحاء العصور الوسطى العليا. على سبيل المثال ، هناك سيف طويل في متحف غلاسكو للفنون والتاريخ، المسمى XIIIa. 5 ، والتي يعود تاريخها إلى ما بين 1100 و 1200 بسبب شكل المقبض، لكن السيوف مثل هذه تظل نادرة بشكل لا يصدق ، ولا تمثل اتجاهًا يمكن تحديده قبل أواخر القرن الثالث عشر أو أوائل القرن الرابع عشر.
ظهر السيف الطويل كنوع من أواخر القرون الوسطى في القرن الرابع عشر ، كسلاح فولاذي عسكري للمرحلة الأولى من حرب المائة عام . لا يزال يمكن التعرف عليه كنوع خلال الفترة من حوالي 1350 إلى 1550.  ظل قيد الاستخدام كسلاح حربي مخصص لمستخدميه الذين يرتدون دروعًا كاملة الصفائح إما سيرًا على الأقدام أو على ظهور الخيل، طوال فترة العصور الوسطى المتأخرة. ومع ذلك، فمنذ أواخر القرن الخامس عشر، يُشهد أيضًا على أنه يرتديها ويستخدمها جنود أو مرتزقة غير مسلحين.
يبدو أن استخدام المشاة للسيف العظيم أو شلاختشفيرت (على عكس استخدامها كسلاح للفرسان المدرعة بالكامل) قد نشأ مع السويسريين في القرن الرابع عشر.  بحلول القرن السادس عشر، كان استخدامها العسكري قد عفا عليه الزمن في الغالب، وبلغ ذروته في فترة وجيزة حيث تم استخدام Zweihänder المتضخم من قبل اللاندسكنيشت الألمانية خلال أوائل إلى منتصف القرن السادس عشر. بحلول النصف الثاني من القرن السادس عشر، استمرت في الغالب كسلاح للمنافسة الرياضية ( Schulfechten )، وربما في مبارزات الفروسية.
تطورت أنواع مقابض "السيف الوغد" المميزة خلال النصف الأول من القرن السادس عشر. يميز Ewart Oakeshott اثني عشر نوعًا مختلفًا.  :130يبدو أن هذه كلها نشأت في بافاريا وسويسرا. بحلول أواخر القرن السادس عشر ، ظهرت الأشكال المبكرة للمقبض المتطور على هذا النوع من السيف. ابتداءً من عام 1520 تقريبًا ، بدأ السيف السويسري ( شنبف) في سويسرا في استبدال السيف الطويل المستقيم ، ورث أنواعه ، وكان السيف الطويل قد توقف عن الاستخدام في سويسرا بحلول عام 1550. في جنوب ألمانيا ، استمرت حتى ستينيات القرن الخامس عشر ، لكن استخدامها انخفض أيضًا خلال النصف الثاني من القرن السادس عشر. يوجد مثالان متأخران على السيوف الطويلة المحفوظة في المتحف الوطني السويسري ، كلاهما مع حلق مخدد رأسياً ومزخرف بشكل متقن بطبقة فضية ، وكلاهما ينتميان إلى طبقة النبلاء السويسريين في الخدمة الفرنسية خلال أواخر القرن السادس عشر وأوائل القرن السابع عشر ، وهما غوغلبرج فون موز و ردولف فون شاونشتاين.  :133 تم صنع السيف الطويل ، السيف العظيم ، السيف الوغد أيضًا في إسبانيا ، ظهر متأخرًا نسبيًا ، والمعروف باسم espadon ، montante bastarda أو espada de mano y media على التوالى.

## علم التشكل البنائي

المقاطع العرضية للشفرة المختلفة. في الجزء العلوي ، أشكال مختلفة من شكل الماس. في الجزء السفلي ، متغيرات من الشكل العدسي.

السيوف التي تم تجميعها على أنها "سيوف طويلة" لأغراض هذه المقالة متحدة من خلال كونها مخصصة للاستخدام بكلتا اليدين. من حيث تصنيف الشفرات، فإنها لا تشكل فئة واحدة. في تصنيف Oakeshott لتشكيل بناء الشفرة، تمثل "السيوف الطويلة" مجموعة من الأنواع الفرعية لأنواع السيف ذات اليد الواحدة المقابلة.
- يمثل النوعان12أ أو 13أ سيف عظيم أو سيف الحرب المستخدم في القرنين الثالث عشر والرابع عشر. وهي تمثل نسخًا أكبر من السيوف من النوع 12 والنوع 13 والتي كانت بمثابة سيوف الفرسان القياسية خلال الحروب الصليبية . وهي مصممة بشكل أساسي للقطع، مع مقابض للاستخدام "باليد والنصف" أو الاستخدام باليدين. تتميز الشفرات من النوع 12أ بأنها عريضة ومسطحة ومستدقة بشكل متساوٍ ، مع مقطع عرضي عدسي ويمتد بطول حوالي ثلثي طول الشفرة. الشفرات من النوع 13أ عريضة ، مع مقطع عرضي عدسي مسطح ، وحواف متوازية ، وتمتد بطول نصف طول الشفرة.
- النوع 15أ هو السيف الكلاسيكي ذو اليدين في القرنين الرابع عشر والخامس عشر (مع ظهور أمثلة مبكرة من أواخر القرن الثالث عشر). هذه الشفرات مدببة بقوة ، وأكثر ضيقًا ونحافة حتى من النوع 15 بيد واحدة ، مع مقطع عرضي ماسي مسطح.
- النوع 16أ هو "السيف الطويل" الكلاسيكي للقرنين الرابع عشر والخامس عشر. هذه الشفرات طويلة ومستدقة ببطء ، مع مقطع عرضي للشفرة سداسية الشكل وأكمل على طول ثلث الشفرة. إنها تمثل حلاً وسطاً محسناً بين قدرة الدفع والاحتفاظ بخصائص القطع الجيدة.
- النوع 17 هو نوع قصير العمر ، شائع خلال منتصف القرن الرابع عشر إلى أوائل القرن الخامس عشر. هذه الشفرات طويلة ونحيلة ومستدقة بشكل حاد ، تقترب من الخطوط العريضة لنوع 15أ، بينما لا تزال تحتفظ بمقطع عرضي سداسي ضيق وقطر ضحل يمتد على طول ربع الشفرة.
- تمثل الأنواع 18ب و 18ج السيوف الطويلة المتأخرة من منتصف القرن الخامس عشر إلى أوائل القرن السادس عشر. لديهم مقطع عرضي ماسي مسطح ، غالبًا مع منتصف ضلع واضح ، وبعضها أرضي مجوفة. تعتبر الشفرات من النوع 18ب نحيلة وقابلة للمقارنة مع شفرات 15أ ولكنها أطول ، حيث يتراوح قياسها بين 90 و 107 سم ، مع قبضة أطول في المقابل ، غالبًا ما يكون مخصرًا للاستخدام المريح باليدين. تكون الشفرات من النوع الثامن عشر أوسع إلى حد ما وأقصر (حوالي 85 سم) ، وأحيانًا يكون قصيرًا وضيقًا ممتلئًا.
- الشفرات من النوع العشرين عريضة ذات مقاطع عرضية عدسية أو مثمنة الأضلاع. خصائصهم المميزة هي أن لديهم ثلاثة أكوام ، وسط ضحل ممتلئ يمتد على طول نصف طول الشفرة ، مع اثنين من الأكشاك الضحلة المتوازية على طول الربع الأول. كانت قيد الاستخدام خلال القرنين الرابع عشر والخامس عشر. يحتوي النوع الفرعي 20أ على شفرة مستدقة بشكل أكثر حدة ونقطة أكثر حدة.

## القتال بالسيف الطويل
التعبير fechten mit dem langen schwert ("المبارزة بالسيف الطويل") في المدرسة الألمانية للمبارزة يشير إلى أسلوب المبارزة الذي يستخدم كلتا يديه في المقبض ؛ fechten mit dem kurzen schwert ("السياج بالسيف القصير") يستخدم في القتال بنصف السيف ، مع إمساك النصل بيد واحدة. المصطلحان يعادلان إلى حد كبير "القتال بدون سلاح" ( blossfechten ) و "قتال مصفح" (fechten im harnisch).

### التاريخ

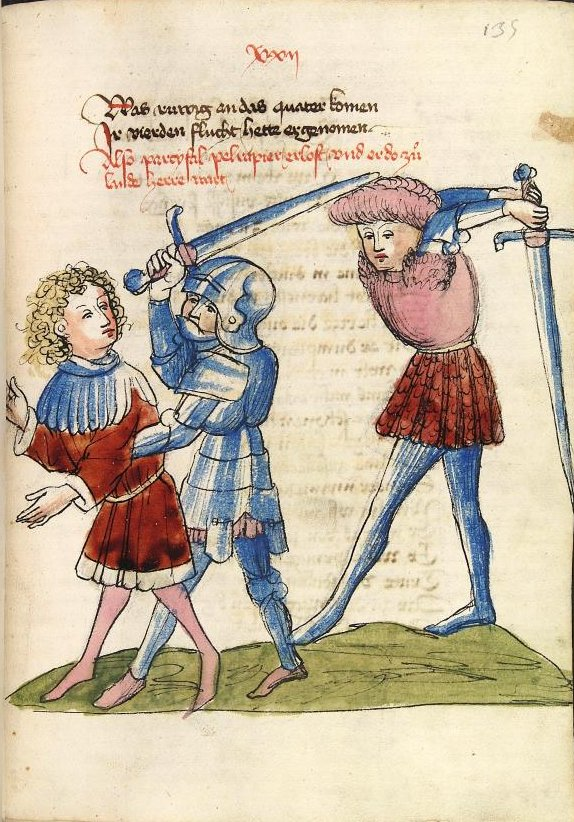
رسم توضيحي في الأربعينيات من القرن الماضي للاستخدام بيد واحدة أو باليدين للسيف الطويل. لاحظ أن السيف المستخدم بيد واحدة قد تم رسمه بشكل أقصر ويمكن استخدامه أيضًا كسيف فارس كبير (CPG 339 fol. 135r).

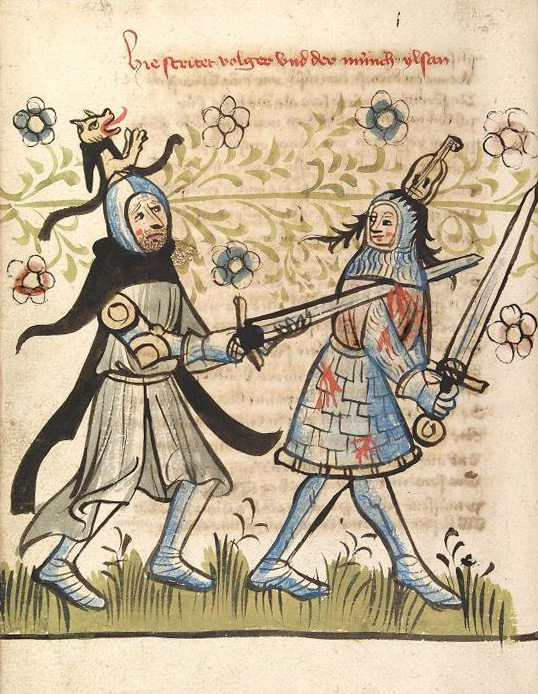
مثال على استخدام اليدين مقابل نصف سيف ، يرجع تاريخه إلى كاليفورنيا. 1418 (CPG 359 ، الورقة 46 ظ).

كانت أنظمة القتال ذات السيف الطويل موجودة منذ أواخر القرن الرابع عشر ، مع مجموعة متنوعة من الأساليب والمعلمين يقدم كل منهم طريقة مختلفة قليلاً. من المحتمل أن يكون هانز تالهوفر ، قائد القتال الألماني في منتصف القرن الخامس عشر ، هو الأبرز ، باستخدام مجموعة متنوعة من الحركات ، أدى معظمها إلى المصارعة. كان السيف الطويل سلاحًا سريعًا وفعالًا ومتعدد الاستخدامات قادرًا على الطعن والتشريح والقطع.  :15–16تم استخدام النصل عمومًا بكلتا اليدين على المقبض، أحدهما يستريح بالقرب من الحلق أو عليه. يمكن حمل السلاح بيد واحدة أثناء تقنيات نزع السلاح أو التصارع. في تصوير المبارزة ، يمكن رؤية الأفراد وهم يمسكون بسيوف طويلة مدببة بشكل حاد في يد واحدة ، تاركين اليد الأخرى مفتوحة للتعامل مع درع المبارزة الكبير.  :plates 128–150
هناك اختلاف آخر في الاستخدام يأتي من استخدام الدروع. كانت طريقة نصف السيف هي طريقة استخدام كلتا اليدين، واحدة على المقبض والأخرى على النصل ، للتحكم بشكل أفضل في السلاح في الضربات واللكمات. كان هذا التنوع فريدًا ، حيث تشير الأعمال المتعددة إلى أن السيف الطويل يوفر الأسس لتعلم مجموعة متنوعة من الأسلحة الأخرى بما في ذلك الرماح والعصي والأسلحة الوتدية .   لم يقتصر استخدام السيف الطويل في الهجوم على استخدام النصل فقط ، على الرغم من أن العديد من شرح Fechtbücher يشرح ويصور استخدام الحلق والصليب كأسلحة هجومية.  :73–73; plate 67تم إثبات استخدام الصليب "المنطقة في أعلى المقبض تكون على شكل صليب" كخطاف لتعثر الخصم أو إبعاده عن التوازن.  :plate 58حتى أن بعض الكتيبات تصور الصليب كمطرقة. 
ما يُعرف عن القتال بالسيف الطويل يأتي من الصور الفنية للمعركة من المخطوطات من العصور الوسطى وعصر النهضة. تم هنا وصف أساسيات القتال، وفي بعض الحالات تم تصويرها. تتضمن مدرسة فن المبارزة الألمانية أقدم سيف طويل معروف Fechtbuch ، وهو دليل من حوالي عام 1389 ، يُعرف باسم GNM 3227a . هذا الدليل ، لسوء الحظ بالنسبة للعلماء المعاصرين، كتب في أبيات شعرية غامضة. من خلال طلاب ليختناور ، مثل سيغموند رينجيك ، الذين نسخوا العمل إلى نثر أكثر قابلية للفهم  أصبح النظام أكثر تدوينًا وفهمًا بشكل ملحوظ.  قدم آخرون عملاً مماثلاً ، وبعضهم مزود بمجموعة كبيرة من الصور لمرافقة النص. 
كانت مدرسة فن المبارزة الإيطالية هي المدرسة الابتدائية الأخرى التي تستخدم السيف الطويل. تقدم مخطوطة عام 1410 التي كتبها Fiore dei Liberi مجموعة متنوعة من الاستخدامات للسيف الطويل. مثل الكتيبات الألمانية ، يتم تصوير السلاح وتعليمه بكلتا يديه على المقبض. ومع ذلك ، يوجد قسم عن الاستخدام بيد واحدة من بين الحجم ويوضح التقنيات والمزايا ، مثل الوصول الإضافي المفاجئ ، للعب بيد واحدة طويلة.  يقدم الدليل أيضًا تقنيات نصف السيف كجزء لا يتجزأ من القتال المدرع.
تراجعت كلتا المدرستين في أواخر القرن السادس عشر ، مع تخلي الأساتذة الإيطاليين اللاحقين عن السيف الطويل والتركيز بشكل أساسي على المغول . كان آخر دليل ألماني معروف لتضمين تعليم السيف الطويل هو دليل جاكوب سوتور ، الذي نُشر عام 1612. في إيطاليا ، spadone ، أو السيف الطويل، استمرت التعليمات على الرغم من شعبية سيف ذو حدين ، على الأقل حتى منتصف القرن السابع عشر (Alfieri's Lo Spadone of 1653) ، مع أطروحة متأخرة عن "السيف الممسك بكلتا اليدين" بقلم جوزيبي كولومباني ، طبيب أسنان في البندقية يرجع تاريخها إلى عام 1711. لقد نجا تقليد التدريس القائم على هذا في القتال العصي الفرنسي والإيطالي المعاصر. 

### المدرسة الألمانية للمبارزة

#### القتال العاري
Bloßfechten ( بلوزس فيختن) أو "القتال العاري" هو أسلوب القتال بدون دروع واقية كبيرة مثل الصفيحة أو الزردية .

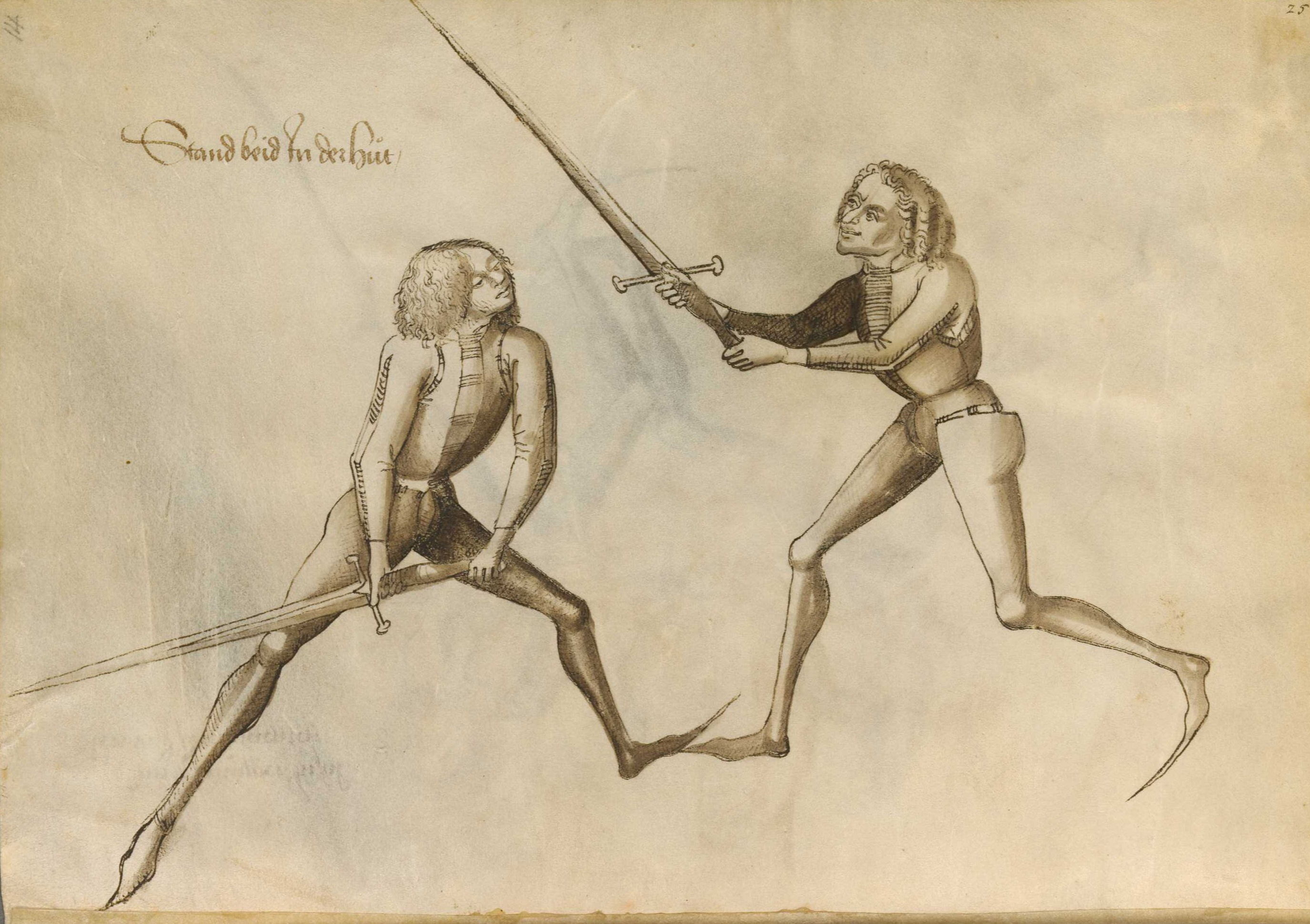
المبارزة ذات السيف الطويل غير المدرعة (اللوحة 25 من دليل 1467 لهانس تالهوفر)

يؤدي عدم وجود حماية كبيرة للجذع والأطراف إلى استخدام قدر كبير من تقنيات القطع والتقطيع بالإضافة إلى الطعن. يمكن أن تكون هذه التقنيات مميتة أو مسببة للإعاقة على الفور تقريبًا ، لأن الطعن في الجمجمة أو القلب أو الأوعية الدموية الرئيسية قد يتسبب في صدمة شديدة. وبالمثل ، يمكن أن تؤدي الضربات القوية إلى قطع الجلد والعظام ، وبتر الأطراف بشكل فعال. تعتبر الأيدي والساعدين هدفًا متكررًا لبعض الجروح والقطوع في مناورة دفاعية أو هجومية ، تعمل على حد سواء لتعطيل الخصم ومحاذاة المبارز وسلاحه للهجوم التالي.

#### القتال المدرع
Harnischfechten ، أو "القتال المدرع" ( kampffechten الألمانية ، أو Fechten in Harnisch zu Fuss ، حرفيا "القتال بالدروع سيرا على الأقدام") ، يصور القتال بالدروع الكاملة. 

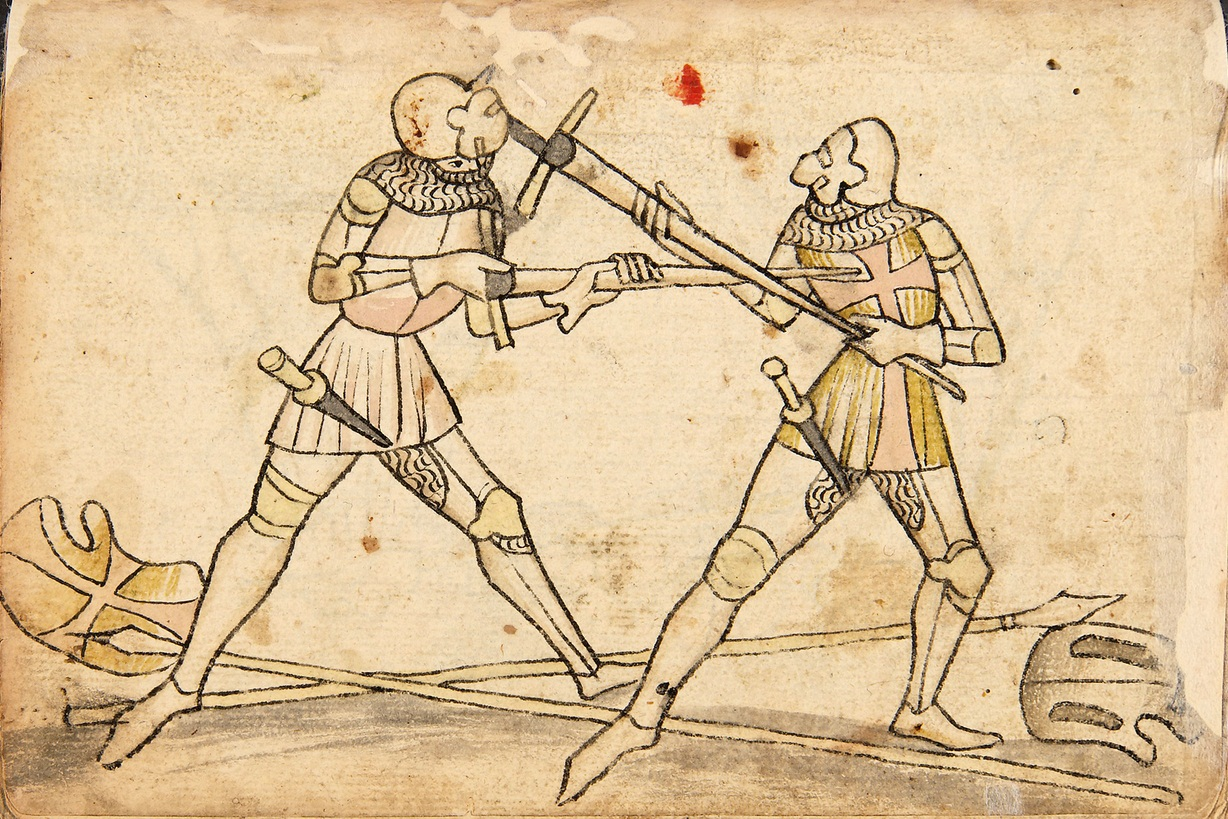
صفحة من مخطوطة فالرشتاين تظهر دفع نصف سيف ضد Mordstreich سيف ذو يدين (اللوحة 214)

تسببت القدرة الدفاعية المتزايدة لرجل يرتدي درعًا كاملًا في تغيير استخدام السيف بشكل جذري. في حين أن هجمات القطع كانت لا تزال فعالة بشكل معتدل ضد المشاة الذين يرتدون درعًا نصف صفيحة ، إلا أن هجمات القطع والتقطيع ضد الخصم الذي يرتدي درعًا صفيحيًا كانت غير فعالة تمامًا تقريبًا في توفير أي نوع من الجروح القطعية حيث لم يتمكن السيف ببساطة من قطع الفولاذ ، على الرغم من أن المقاتل يمكن أن يهدف إلى الثغرات في بذلة الدروع ، في بعض الأحيان لتأثير كبير.  بدلاً من ذلك ، تصبح طاقة القطع في الأساس طاقة ارتجاجية نقية. شكلت الدروع ذات الألواح الصلبة المتأخرة ، والمزودة بحواف وحبال ، تهديدًا ضد المهاجم غير المبالي. يعتبر من الممكن أن تؤدي الضربات القوية للسيف ضد درع الصفائح إلى إتلاف نصل السيف ، مما قد يجعله أقل فاعلية في القطع وإحداث تأثير ارتجاج فقط ضد الخصم المدرع.
للتغلب على هذه المشكلة ، بدأ استخدام السيوف في المقام الأول للضغط. تم استخدام السلاح في نصف السيف ، بيد واحدة أو كلتا يديه على النصل. زاد هذا من دقة وقوة الدفعات ووفر المزيد من النفوذ لـ Ringen am Schwert أو "المصارعة بالسيف". أيضًا ، تزيد اليد الموجودة على الشفرة من صلابتها وهو أمر مفيد عند الدفع. تجمع هذه التقنية بين استخدام السيف والمصارعة ، مما يوفر فرصًا للتعثر أو نزع سلاح أو كسر أو رمي الخصم ووضعه في وضع أقل هجومية وقدرة دفاعية. خلال وضعية نصف السيف ، يعمل السيف بأكمله كسلاح ، بما في ذلك الحلق والحرس المتقاطع. أحد الأمثلة على كيفية استخدام السيف بهذه الطريقة هو دفع طرف الواقي المتقاطع على رأس الخصم مباشرة بعد تفادي الضربة. أسلوب آخر هو Mordstreich (حرفيا"ضربة القتل") ، حيث يتم إمساك السلاح بواسطة النصل (المقبض ، المقبض والحارس المتقاطع بمثابة رأس مطرقة مرتجلة) ويتأرجح ، مستفيدًا من قرب الميزان من المقبض زيادة تأثير الارتجاج (انظر المقاتل على يمين صورة Codex Wallerstein). 

## أنظر أيضا
- Estoc ، اسم فرنسي لمتغير longsword
- Odachi ، نوع من السيوف اليابانية التقليدية
- Spatha ، سيف طويل روماني وأوائل العصور الوسطى
- Zweihänder (الألمانية ، "ذات هاندر") ، وهو سيف طويل من أواخر عصر النهضة
- مدرسة لونجسورد الإنجليزية
- فنون الدفاع عن النفس الأوروبية التاريخية

## روابط خارجية
- "تصنيف أوكشوت لسيف العصور الوسطى: ملخص" ألبيون أرموررز ، 2005.
- تشاد أرنو ، أضواء كاشفة : أنواع Oakeshott XIII و XV و XVI و XVII و XVIII و XX (myarmoury.com ، 2004)
- ريتشارد مارسدن ، (محدود) تاريخ Longsword (2019)
- روس كوان وهالفلانج وتوا هاندت: سيوف اسكتلندية يدوية ونصف وسيوف اسكتلندية باليدين نسخة محفوظة 12 مارس 2014 at Archive.is ، حرب العصور الوسطى I-1 (2011).

قالب:Swords by region